# فایو پوینتس (آلاباما)
فایو پوینتس (به انگلیسی: Five Points) شهری در شهرستان چمبرز ایالت آلاباما است که مساحت آن ۲٫۶۷ کیلومتر مربع است و در سرشماری سال ۲۰۱۰ میلادی، ۱۴۱ نفر جمعیت داشته و تراکم جمعیتی آن، ۵۲٫۸۱ نفر در هر کیلومتر مربع بوده است.
دين غالب مردم اين شهر مسيحيت است.

## نگارخانه

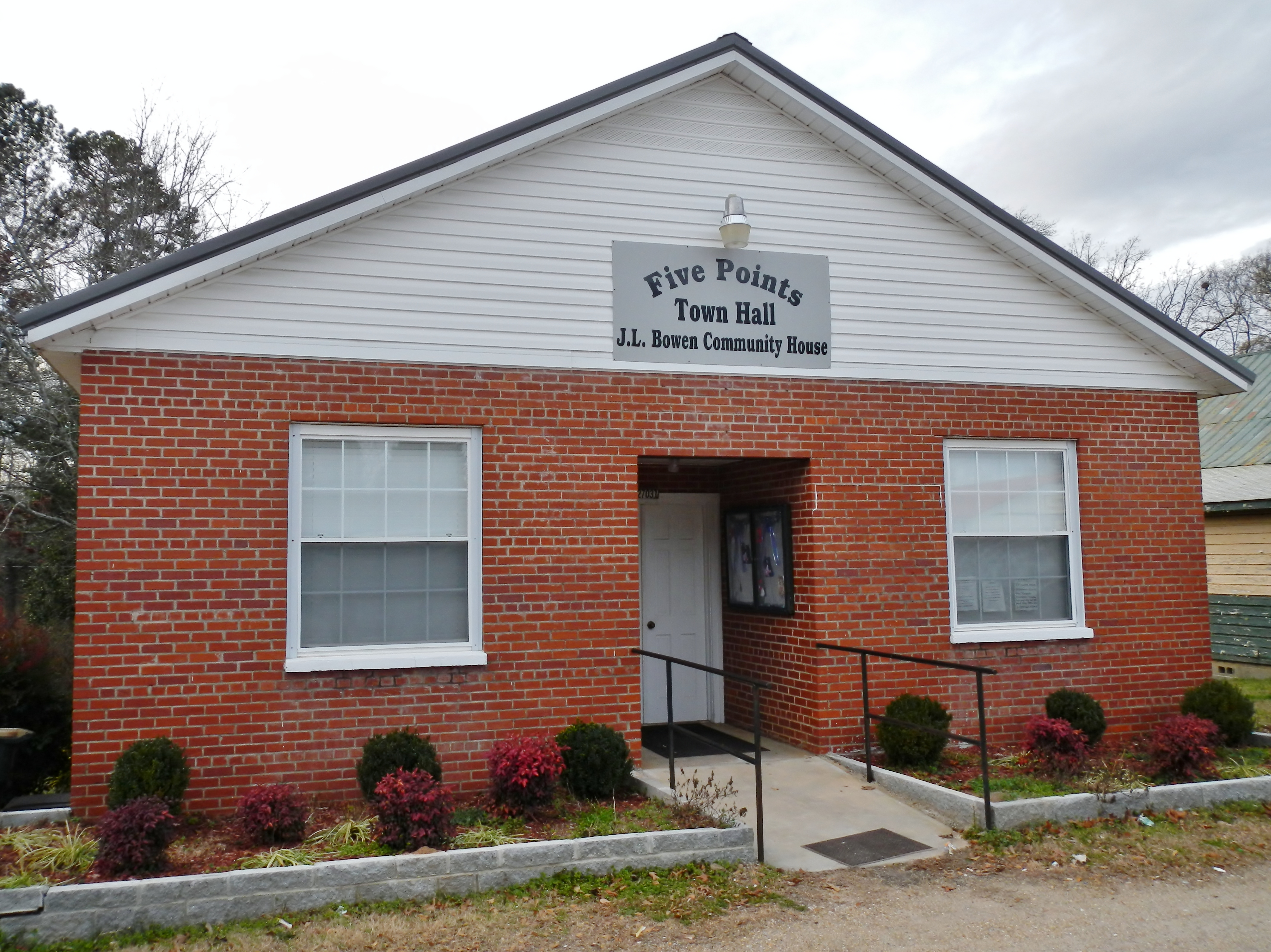
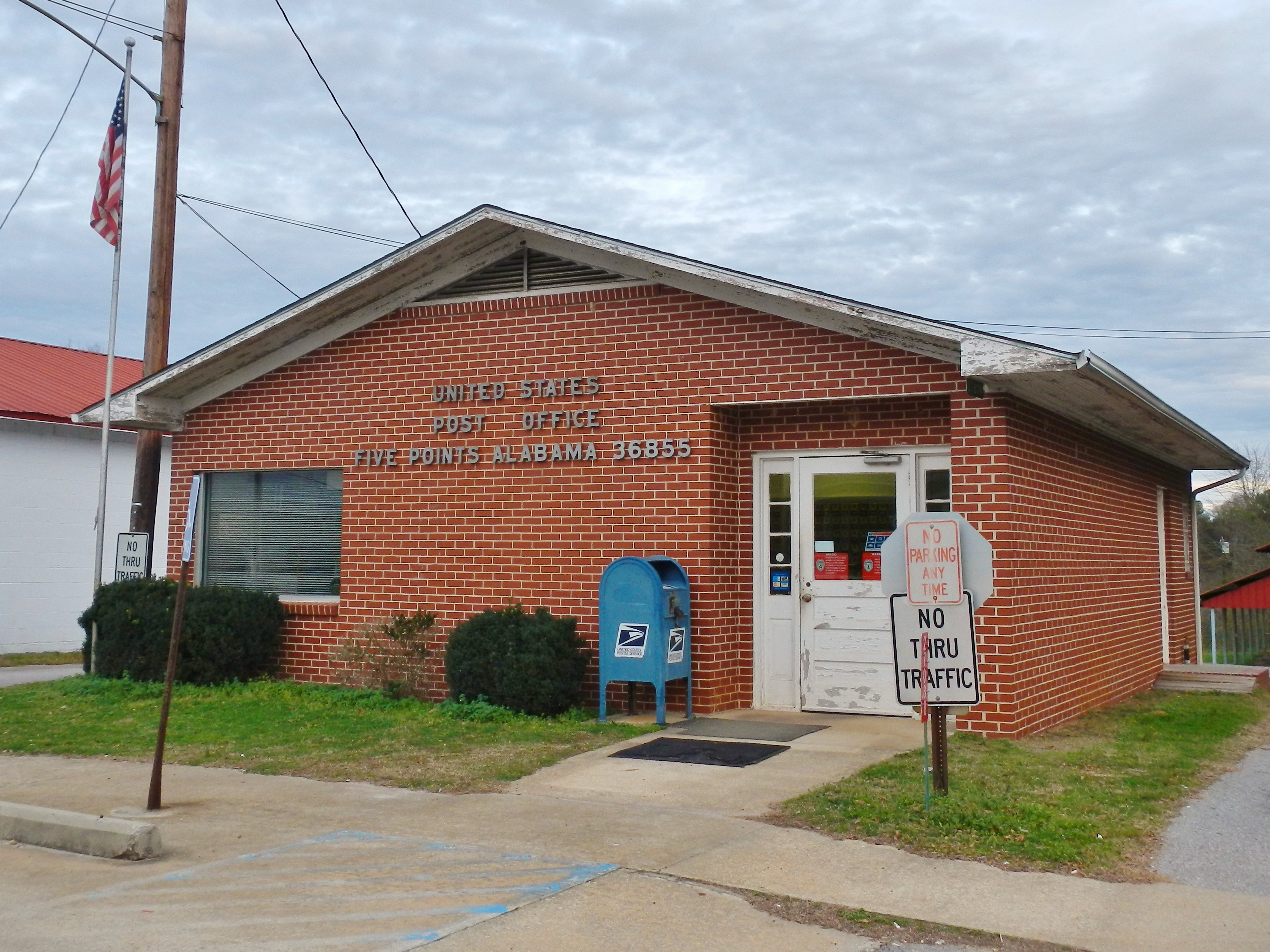